# Victor Guillaume
Pour les articles homonymes, voir Guillaume.
Victor Guillaume, né le 7 mars 1880, à Tantonville en Meurthe-et-Moselle, et, mort le 15 février 1942 à Vaudémont, est un peintre, graveur et lithographe français.

## Biographie
Né en 1880 à Tantonville dans une famille de condition modeste, Victor Guillaume doit très tôt travailler comme sculpteur sur bois chez un artiste qu'il admirera toute sa vie : Eugène Vallin. Puis il deviendra sculpteur sur façades. Celle de l'Excelsior à Nancy, lui doit quelques ornements particulièrement réussis.
Membre du groupe « Jeune École Lorraine », avec, notamment Paul Colin, Michel Colle, Gaston Ventrillon,  Géo Condé,  il voit ses travaux encouragés par le mécène-collectionneur Eugène Corbin et participe aux expositions organisées par Victor Prouvé.
En 1908, Victor Guillaume fait partie de la délégation lorraine à l'exposition du palais des Rohan, à Strasbourg et Munich.
Vers la trentaine, il se tourna vers la peinture pour ne plus s'exprimer que par elle.
D'abord marqué par l'impressionnisme et l'École de Nancy (ses premières œuvres sont immédiatement achetées par Eugène Corbin), il manifeste une grande curiosité qui va lui faire approcher la révolution de Cézanne, puis évoluer vers une conception toute personnelle de cubisme. André Vahl dira de sa manière « cubisme raffiné, d'ordre, de mesure et d'harmonie » (in Mémoires de l'Académie de Stanislas 1972-73).
Rejoint par le Vosgien de Bruyères Jean Lurçat rénovateur de la tapisserie et son frère André, architecte, il participe avec Ventrillon et Georges Sadoul à la création du Comité Nancy-Paris que présidera ce dernier. Ce comité se donne pour mission de mieux faire connaître les nouveaux courants artistiques en favorisant les échanges entre Paris et la Lorraine.
Initié par Étienne Cournault à la gravure, travailleur acharné au chevalet, il va s'attacher désormais à mettre en lumière les perspectives de son Pays lorrain. Il se fixe en 1935 à Vaudémont où il mourra en 1942, discret et pauvre, toujours ébloui par le soleil levant sur la Colline Inspirée qu'il observe amoureusement chaque jour.
Sa petite maison est toujours visible, face à l'immensité lorraine chantée par Maurice Barrès et son inconditionnel admirateur le maître-graveur André Jacquemin, membre de l'Institut de France. Dans son Révolutionnaires sans révolution, André Thirion le décrit avec affection comme « obstinément fidèle à sa province, modeste jusqu'à la sainteté et finissant ses jours au pied des ruines du château de Vaudémont, pauvre comme il avait vécu. » Sa tombe, à l'ombre de la tour de Brunehaut, de terre nue, ne porte sur une croix de Lorraine en pierre grossièrement taillée que l'inscription : Victor Guillaume peintre 1880-1942.

## Œuvre
Les œuvres de Victor Guillaume sont exposées dans quelques musées et dans des collections particulières (voir : La Moselle à Liverdun, 1922, musée des beaux-arts de Nancy).